# Prensa gratuita

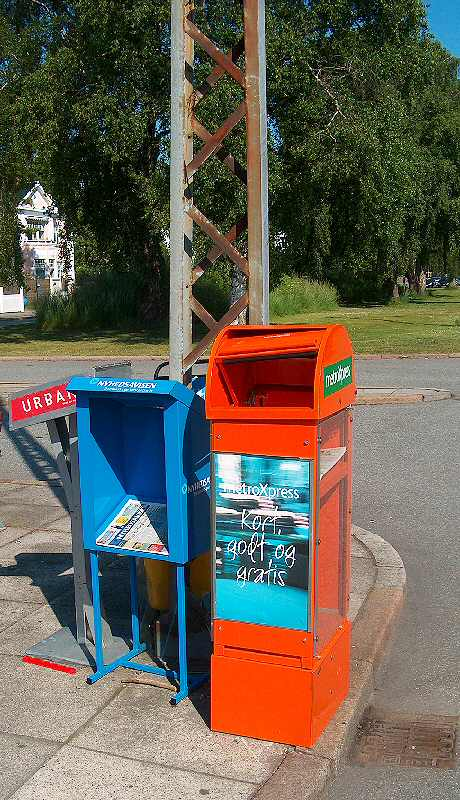
Buzones callejeros de prensa gratuita

Se le conoce como prensa gratuita aquellos que son distribuidos sin coste.

## Historia
En la ciudad de Córdoba, España, se conoció la existencia de un periódico, el periódico Cosmos, que en torno al año 1890 se imprimía y distribuía de manera gratuita en los locales de mayor afluencia de la ciudad. No duró mucho a tenor de lo que cuenta uno de sus fundadores en una de sus crónicas.
En Estados Unidos se conoce la existencia de prensa gratuita al menos desde la década de 1940, del primero de estos periódicos, que en la actualidad se denomina Contra Costa Times. En los años 70 surgieron algunas publicaciones gratuitas más, aunque este tipo de prensa no empezó a ser popular en Norteamérica hasta la década siguiente.
Europa se incorporó a esta corriente con mucho retraso y fue España el país que dio el primer paso, cuando en 1981 apareció el primer ejemplar de la revista Santa Eugenia, del barrio madrileño de Santa Eugenia. En 1992 apareció el primer ejemplar de Minidiario, en Valencia. En 1993 vio la luz el primer ejemplar de la revista La Quincena, en Madrid. En 1995 salió a la luz Metro, un periódico gratuito sueco, que dos años después se había difundido a otros países europeos. La siguiente empresa en lanzar al mercado un periódico gratuito fue la noruega Schibested, que en 1999 publicó desde Zúrich el periódico 20 Minutos.
La llegada de la prensa gratuita supone una nueva competencia para la prensa tradicional o de pago, por alcanzar un mayor número de lectores. En muchos casos está en juego la subsistencia de los medios.

## Prensa gratuita por países

### Argentina
El diario La Razón, fundado en 1905, desde marzo de 1999 se reparte gratuitamente en Buenos Aires, en estaciones de peaje, estaciones ferroviarias, metro, etc. Pertenece al Grupo Clarín. También circuló hasta fines del año 2001 El Diario de bolsillo. Según un artículo publicado en el diario La Nación, existía hasta esa fecha el periódico gratuito Metro que con sólo un año y dos meses de vida suspendió su circulación. El periódico distribuía 200.000 ejemplares de lunes a viernes (había sido lanzado con una tirada de 300.000, una estrategia de Metro en todo el mundo). "El rastro" (periódico que se basa en el sistema de clasificados), "Noticias al bolsillo", "El Diarito del Barrio" e incluso el diario "El Diario" de la provincia de La Pampa en su comienzo se distribuía de forma gratuita en la capital pampeana, Santa Rosa. También El [Diario del Viajero] conforma la variada cantidad de emprendimientos de prensa gratuita.
Desde 2003 la revista La Guía se distribuye principalmente en el sur del conurbano bonaerense.[cita requerida] Desde 2008, también se distribuye gratuitamente el diario El Argentino.
En el interior de Argentina también existen semanarios de distribución gratuita, como Pná, Diario Paraná, fundado el 28/02/2010 y dirigido por el periodista Pablo Ceccarelli, se caracterizó por ser el de mayor tirada del interior del país. Impreso en las mismas rotativas del Diario Clarín (AGL, Artes Gráficas del Litoral S.A.) el semanario, distribuía 20 mil ejemplares gratuitos por semana. Actualmente circula 50 mil ejemples por edición y llega a la ciudad de Santa Fe. También el mendocino Jornada es un periódico para tener en cuenta.
En el noroeste argentino (NOA), en las provincias de Salta, Tucumán y Santiago del Estero, desde 1988, se distribuye en forma gratuita la revista Producción Agroindustrial del NOA ente productores y empresarios del sector. La distribución se hace en los mostradores de los anunciantes de la revista.

### Chile
En Chile, circulan de lunes a viernes los diarios gratuitos: Publimetro Chile (perteneciente al conglomerado sueco Metro International), y HoyxHoy, perteneciente a El Mercurio Sociedad Anónima Periodística. Entre 2000 y 2020, también circuló el diario La Hora, de Copesa.

### Colombia
En Colombia hay dos diarios que circulan gratuitamente: ADN y Publimetro Colombia.
El diario ADN inició su circulación el 15 de septiembre de 2008 cuando la Casa Editorial El Tiempo de Colombia, aliado con el grupo editorial español Planeta, decidió llevar a cabo la iniciativa de distribuir el primer diario gratuito de información en Colombia. ADN, empezó con 615 puntos de distribución en todo el país, y con 300.000 ejemplares para repartir. Actualmente se consigue en alrededor de 800 puntos en diferentes ciudades de Colombia (Bogotá, Medellín, Cali y Barranquilla) de lunes a sábado.

### España
La prensa gratuita cuenta actualmente con tres grandes asociaciones en España: Asociación Madrileña de Prensa Gratuita (AMPG), Associació Catalana de la Premsa Gratuita (ACPG) y Asociación Española de Prensa Gratuita, dirigida desde 2007 por Víctor Núñez Fernández, y que en la actualidad cuenta con más de 250 publicaciones en toda España.
En España se distribuye un diario gratuito de ámbito nacional: 20 minutos. En Galicia, además de estos, se distribuye el también periódico gratuito De luns a venres (De lunes a viernes), íntegramente redactado en lengua gallega. Otra publicación es la ya mencionada Minidiario, que fue pionera en Europa y que sigue relegada a la Comunidad Valenciana. En Bilbao también se edita el diario El Nervión. 
Entre los semanarios locales destacan Capgròs de Mataró, Tot Sant Cugat y Diari de Rubí. De periodicidad mensual existen revistas como Report Maresme o la Guía de Rubí. En Vigo también El Foro Metropolitano que se distribuye desde 1990, es un periódico bilingüe y gratuito, con ámbito geográfico de la comunidad autónoma de Galicia. Cuenta con los suplementos El Foro Metropolitano de Vigo y la revista El Gran Vigo. Se imprimió por primera vez con el nombre de A Portela do Foro. Fue fundado por Nelly Pérez Giráldez. Es un periódico de información libre, independiente y autónomo, tanto de las instituciones como de los poderes financieros, que no pertenece a ninguna cadena de comunicación, Editado por Ediciones y Creaciones NPG.
Siguiendo la estela de Minidiario, en la zona metropolitana de Valencia también han surgido abundantes cabeceras sobre todo locales. Entre ellas destaca especialmente el periódico local La Opinión de Torrent, nacido en 2001 y que es el referente informativo de la ciudad más poblada de la provincia después de la capital. A nivel comarcal también destaca el semanario comarcal Crónica Local entre otros.
En Almería está desde hace cuatro años Diario de Almería, siendo uno de los pocos de toda España que no pertenece a ninguna gran cadena de prensa ni tiene vinculación con otros medios o empresas de medios. También es de carácter provincial, lo que no suele ocurrir con los diarios gratuitos, que suelen ser más localistas, y sobre todo urbanos. También tiene gratis la edición en internet, de donde se puede bajar el periódico completo en formato pdf gratis, lo que constituye también una novedad a nivel provincial y andaluz.
Otro sector importante de la prensa gratuita en España es el de las revistas. En los últimos años, especialmente en Madrid y Barcelona, han aparecido una serie de revistas que por calidad, contenidos y diseño se han hecho con un espacio en el panorama mediático. Hay de todas las temáticas y periodicidades. Una de las más destacadas es Shangay dirigida específicamente al público gay y que se distribuye en muchos locales de ambiente de España. Otra revista gratuita que cuenta con edición en Madrid y en las Islas Baleares es Looc .
Con el progreso del Internet y el incentivo al menor consumo de papel hoy gran parte de la Prensa se encuentra gratuitamente en la Red, medio que facilita la lectura de noticias desde lugares remotos. Fruto de la importancia y complementariedad de la prensa gratuita y digital, la Asociación Española de Prensa Gratuita puso en marcha en 2009 un área digital para las ediciones digitales de sus publicaciones.
En 2015 se pone en marcha el ambicioso proyecto turevistero.com, con el objetivo de compilar todas las revistas gratuitas en español en una sola web. En ella se pueden encontrar diferentes categorías desde actualidad hasta moda, pasando por música y ocio. Cada mes establecen un ranking de las revistas gratuitas más leídas.

### México
En la Ciudad de México circulan los gratuitos Publimetro de la cadena Metro (que también circula en Monterrey), el periódico El M que se reparte en las instalaciones del Sistema de Transporte Colectivo, máspormás que se reparte en cruceros importantes de la ciudad, El Periódico que se distribuye principalmente en las estaciones del Sistema de Transporte Colectivo y del Metrobús y La Crónica edición gratuita en los cruceros. Un fenómeno interesante es el repunte de la prensa gratuita de la zona noroeste de la Ciudad de México, donde circulan los gratuitos Ecos de Satélite, Ciudadnorte y Vivir Aquí. Desde noviembre de 2002, la editorial Time Difusión, S. de R.L. de C.V distribuye mensualmente en la zona poniente de la Ciudad de México 55,000 ejemplares de la revista Time Contact.
Continuamente surgen gacetas, periódicos, guías zonales o especializadas que se distribuyen de manera gratuita, sin embargo, muchas de ellas dejan de publicarse y nunca alcanzan la constancia de 6 meses requeridos para poder ser certificadas por el Instituto Verificador de Medios, ni con los requisitos solicitados por el Padrón Nacional de Medios Impresos de la Secretaría de Gobernación. A continuación se mencionan algunas publicaciones que si cumplen con estos criterios:
- Vida y Bienestar  Producciones Íntimas , S.A. de C.V. Fecha de Fundación: 1 de marzo de 2010 . Periodicidad Mensual. Tiraje (ejemplares): Nacional: 120,000 Distrito Federal:Monterrey, Guadalajara y Estado de México: Circulación certificada Periodo certificado: jul.2010-dic.2010

- Ecos de México Editorial: Grupo Mar Impresores, S.A. de C.V. Fecha de Fundación: 1 de noviembre de 1993. Periodicidad bimestral. Tiraje (ejemplares): Nacional: 50,000 Distrito Federal: 1000 Estado de México: 1000 Circulación certificada por Contadores y Auditores D.M., S.C. Periodo certificado: jul.2004-dic.2004

- Time Contact Editorial: Time Difusión S. de R.L. de C.V. Fecha de Fundación: 1 de noviembre de 2002. Periodicidad: mensual Tiraje: Zona Metropolitana: 54,634 D.F.: 35,319 México: 19,316 Circulación certificada por el IVM bajo registro n.º 368/6 de enero a diciembre de 2008.

- Publimetro Editorial: Grupo Mar Impresores, S.A. de C.V. Fecha de Fundación: 18 de mayo de 2006, Periodicidad: diaria de lunes a viernes Tiraje (ejemplares): Nacional: 117,844 D.F.: 90,752 Estado de México: 27,092 Circulación certificada por el IVM bajo registro n.º 368/6 de enero a diciembre de 2008.

- Más por Más Editorial: Más Información con más Beneficios, S.A. de C.V. Fecha de Fundación: 4 de noviembre de 2008 Periodicidad: diaria de lunes a viernes Circulación: 150,000 diaria de lunes a viernes. Circulación certificada por Moctezuma y Asociados Periodo certificado: feb.2009-abril.2009 Fecha certificado: 21/04/2009.

- My Press Editorial: My Press Zone, S.A. de C.V. Fecha de Fundación: 12 de enero de 2016 Periodicidad: mensual Circulación: 10,000. Circulación certificada por Agencia Certificadora y Gestora de Medios, S.C. Periodo certificado: marzo.2017-mayo.2017 Fecha certificado: 06/06/2017.

- Tu Guía Central Editorial: Topochivo Editores S.R.L de C.V. Fecha de fundación: 18 de diciembre de 2008 Periodicidad: mensual Circulación: 100,000 ejemplares mensuales. Revista gratuita de la Central de Abasto de la Ciudad de México, dirigida al canal mayoristas/medio-mayoristas. * Circulación certificada por Moctezuma y Asociados/ Norma CIM. Fecha certificado: 30/04/2012. Registro en el PNMI: 08/05/2012.

- Punto Medio Editorial: Editorial del Golfo de México, S.A. de C.V. Fecha de Fundación: 29 de junio de 2009 Periodicidad: diaria de lunes a viernes. Editado en Mérida, Yucatán.

- Reporte Indigo Reporte Indigo Experiencia multimedia informativa sobre sucesos de México y el mundo. Reconocida internacionalmente por World Summit Award.

Fuente:Padrón Nacional de Medios Impresos
En los Estados de Hidalgo y Querétaro en México y en la Florida central en Estados Unidos, el 5 de mayo de 2007 comenzó a circular la primera edición del periódico binacional Enlace Total Méx - USA vinculando a los migrantes mexicanos con sus familias en México.
En el Estado de Veracruz, el 1 de septiembre de 2007 salió al público la primera edición de Centinela, el cual recientemente celebró su cuarto aniversario de ejercer periodismo valiente e inteligente, en positivo, para 100 mil lectores veracruzanos cada 10 días.

### República Dominicana
La prensa gratuita llega a la República Dominicana de la mano de Omnimedia (hoy Grupo Diario Libre) en el año 2001, tras el lanzamiento del matutino Diario Libre el 10 de mayo, con una circulación de lunes a sábado hasta el 8 de agosto de 2020 y de lunes a viernes desde esa fecha a la actualidad.
Un mes después del lanzamiento de Diario Libre, la casa matriz del periódico más antiguo del país, el Listín Diario, saca a la luz pública el matutino El Expreso, el cual dejó de circular en el 2003.
El vespertino Última Hora, que desde su fundación en el año 1970 fue un diario de paga, se convirtió en gratuito en el 2001, dejando de circular un año después.
En marzo del 2002 el Grupo Corripio lanzó el periódico El Día, un matutino que circula de lunes a viernes.

### Venezuela
La prensa gratuita llegó a Venezuela a principios de 2004. El primero fue el semanario En Caracas, que se repartía todos los viernes con un tiraje de 50.000 ejemplares, pero salió de circulación el 16 de diciembre de 2005. A este le siguieron los desaparecidos  Primera Hora (fundado en junio de 2005) y El Diario de Caracas (que pasó a ser gratuito a principios de septiembre). En 2009, surgió el Ciudad CCS.
En febrero de 2015 se publicaban como prensa gratuita los siguientes periódicos pertenecientes al Sistema Bolivariano de Comunicación e Información:
- Ciudad CCS (Caracas)
- Ciudad VLC (Valencia)
- Ciudad Cojedes (San Carlos)
- Ciudad Guárico (San Juan de los Morros)
- Ciudad Petare (Petare).